# Karl Spathelf
Karl Spathelf (* 9. Juli 1887 in Hornberg; † nach 1945) war ein deutscher Kaufmann.

## Leben
Karl Spathelf war Sohn eines Kolonialwarengroßhändlers in Villingen. Er wurde 1921 Teilhaber der väterlichen Firma und nach dessen Tod 1945 Alleininhaber.
Die berufsständischen Interessen vertrat er als Präsident der Handelskammer Villingen, als Vizepräsident der Handelskammer Konstanz sowie im Vorstand zahlreicher weiterer wirtschaftlicher Vereinigungen.

## Ehrungen
- 1952: Verdienstkreuz am Bande der Bundesrepublik Deutschland
- Ritterkreuz des Ordens vom Zähringer Löwen mit Schwertern
- Ritterkreuz des Königlichen Hausordens von Hohenzollern mit Schwertern